# Safety In Numbers
Safety In Numbers is een ep van de soulartiest Jamie Lidell. Het formaat van deze ep is 12"-vinyl en kwam uit in 1998.

## Nummers
- A1. "Sonelysome(o)ney"
- A2. "S/cud-lee-ektros (U Like)"

- B1. "Habits Live Short"
- B2. "Pan Jam"